# USS Trumpetfish (SS-425)
USS Trumpetfish (SS-425) là một  tàu ngầm lớp Balao được Hải quân Hoa Kỳ chế tạo trong Chiến tranh Thế giới thứ hai. Nó là chiếc tàu chiến duy nhất của Hải quân Hoa Kỳ được đặt cái tên này, theo tên chi Cá kèn. Hoàn tất quá trễ để có thể tham gia Thế Chiến II, chiếc tàu ngầm đã phục vụ trong giai đoạn Chiến tranh Lạnh, lần lượt được hiện đại hóa trong các Dự án GUPPY II và Dự án GUPPY III, và hoạt động cho đến năm 1973. Con tàu được chuyển cho Brazil để tiếp tục phục vụ như là chiếc Goias (S-15) cho đến khi xuất biên chế vào năm 1990. Số phận sau cùng của con tàu không rõ.

## Thiết kế và chế tạo

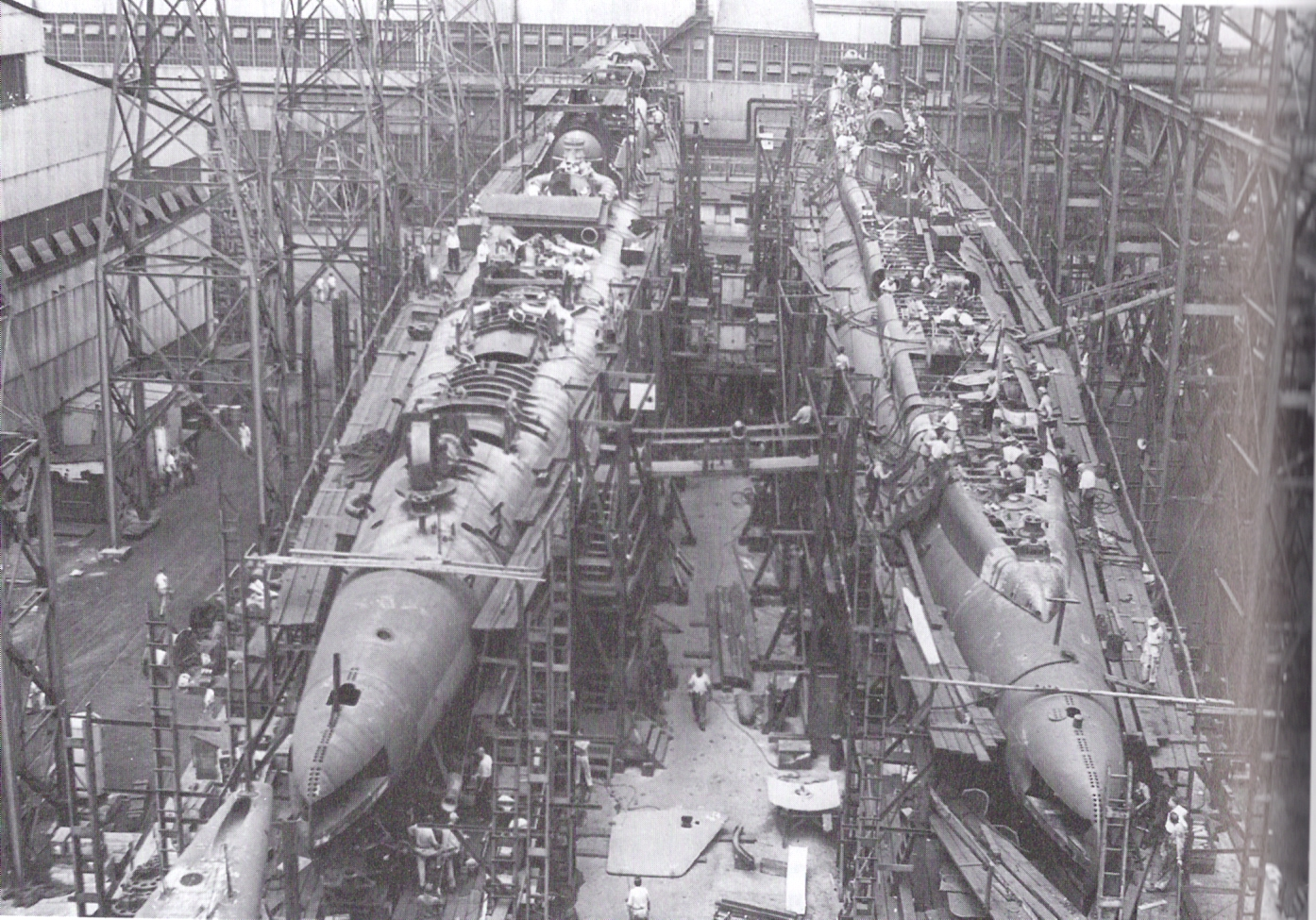
(trái) và Trumpetfish (phải) đang được đóng tại xưởng tàu của hãng Cramp Shipbuilding Company tại Philadelphia, ngày 2 tháng 7 năm 1945.

Thiết kế của lớp Balao được cải tiến dựa trên  tàu ngầm lớp Gato dẫn trước, là một kiểu tàu ngầm hạm đội có tốc độ trên mặt nước cao, tầm hoạt động xa và vũ khí mạnh để tháp tùng hạm đội chiến trận. Khác biệt chính so với lớp Gato là ở cấu trúc lườn chịu áp lực bên trong dày hơn, và sử dụng thép có độ đàn hồi cao (HTS: High-Tensile Steel), cho phép lặn sâu hơn đến 400 ft (120 m). Con tàu dài 311 ft 9 in (95,02 m) và có trọng lượng choán nước 1.526 tấn Anh (1.550 t) khi nổi và 2.424 tấn Anh (2.463 t) khi lặn. Chúng trang bị động cơ diesel dẫn động máy phát điện để cung cấp điện năng cho bốn động cơ điện, đạt được công suất 5.400 shp (4.000 kW) khi nổi và 2.740 shp (2.040 kW) khi lặn, cho phép đạt tốc độ tối đa 20,25 hải lý trên giờ (37,50 km/h) và 8,75 hải lý trên giờ (16,21 km/h) tương ứng. Tầm xa hoạt động là 11.000 hải lý (20.000 km) khi đi trên mặt nước ở tốc độ 10 hải lý trên giờ (19 km/h) và có thể hoạt động kéo dài đến 75 ngày.
Tương tự như lớp Gato dẫn trước, lớp Balao được trang bị mười ống phóng ngư lôi 21 in (530 mm), gồm sáu ống trước mũi và bốn ống phía phía đuôi tàu, chúng mang theo tối đa 24 quả ngư lôi. Vũ khí trên boong tàu gồm một hải pháo 4 inch/50 caliber, một khẩu pháo phòng không Bofors 40 mm nòng đơn và một khẩu đội Oerlikon 20 mm nòng đôi, kèm theo hai súng máy .50 caliber. Trên tháp chỉ huy, ngoài hai kính tiềm vọng, nó còn trang bị ăn-ten radar SD phòng không và SJ dò tìm mặt biển. Tiện nghi cho thủy thủ đoàn bao gồm điều hòa không khí, thực phẩm trữ lạnh, máy lọc nước, máy giặt và giường ngủ cho hầu hết mọi người, giúp họ chịu đựng cái nóng nhiệt đới tại Thái Bình Dương cùng những chuyến tuần tra kéo dài đến hai tháng rưỡi.
Trumpetfish được đặt lườn tại xưởng tàu của hãng Cramp Shipbuilding Company ở Philadelphia, Pennsylvania vào ngày 23 tháng 8, 1943. Nó được hạ thủy vào ngày 13 tháng 5, 1945, được đỡ đầu bởi bà Oswald S. Colclough, và được cho nhập biên chế cùng Hải quân Hoa Kỳ vào ngày 29 tháng 1, 1946 dưới quyền chỉ huy của Hạm trưởng, Thiếu tá Hải quân Raphael C. Benitez.

## Lịch sử hoạt động

### 1946
Sau chuyến viếng thăm đến các cảng tại khu vực biển Caribe vào đầu năm 1946, Trumpetfish lên đường đi sang Trân Châu Cảng. Nó tham gia các hoạt động huấn luyện tại khu vực quần đảo Hawaii, bao gồm việc phóng ngư lôi đánh chìm tàu ngầm I-400 chiến lợi phẩm như một mục tiêu thực hành vào ngày 4 tháng 6, 1946. Quay trở lại vùng bờ Đông, nó hoạt động từ Căn cứ Tàu ngầm Hải quân New London tại New London, Connecticut, và vào cuối năm 1946 đã có chuyến đi thực tập dành cho học viên sĩ quan thuộc Học viện Hải quân Hoa Kỳ.

### 1947 - 1962
Sang mùa Hè năm 1947, Trumpetfish được hiện đại hóa trong khuôn khổ Chương trình Công suất đẩy dưới nước lớn hơn (GUPPY II). Thân tàu được làm suôn thẳng hơn, và bổ sung thêm ống hơi cùng một dàn ắc-quy công suất lớn hơn, giúp cải thiện đáng kể tốc độ lặn dưới nước và tầm xa hoạt động.
Được điều động về Hải đội Tàu ngầm 4 đặt căn cứ tại Key West, Florida, Trumpetfish hoạt động huấn luyện và tập trận dọc theo vùng bờ Đông. Vào tháng 9, 1953, nó tham gia cuộc Tập trận Mariner trong khuôn khổ Khối NATO, rồi được phái sang phục vụ cùng Đệ Lục hạm đội tại Địa Trung Hải. Trong tháng 1 và tháng 2, 1956, nó đi sang vịnh Guantánamo, Cuba để hoạt động huấn luyện cùng hạm đội, rồi đến tháng 7 lại có chuyến đi thực tập cho học viên sĩ quan Học viện Hải quân Hoa Kỳ từ Annapolis, Maryland đến vịnh Guantánamo.
Đến mùa Thu năm 1956, Trumpetfish gia nhập một đội tìm-diệt tàu ngầm để biệt phái sang hoạt động tại Địa Trung Hải và vùng Trung Đông. Rời Norfolk, Virginia vào ngày 1 tháng 10, 1956, nó thực hành huấn luyện trên đường đi trước khi ghé đến Brest, Pháp. Khi vụ Khủng hoảng kênh đào Suez nổ ra, chiếc tàu ngầm đi hết tốc độ đến vịnh Souda, Crete để gia nhập Đệ Lục hạm đội và tham gia lực lượng gìn giữ hòa bình. Sau khi xung đột chấm dứt, nó hoạt động huấn luyện phối hợp cùng Hải quân Ý trước khi quay trở về Key West vào ngày 28 tháng 1, 1957.
Trumpetfish tiếp nối các hoạt động thường lệ tại vùng bờ Đông cho đến ngày 29 tháng 8, 1957, khi nó lên đường đi sang vùng biển Châu Âu để tham gia các cuộc tập trận của Khối NATO. Nó quay trở về Key West vào ngày 25 tháng 10. Trong lượt phục vụ tiếp theo tại Địa Trung Hải vào năm 1959, con tàu đã đi ngầm dưới nước bằng ống hơi khi băng qua eo biển Bonifacio giữa các đảo Corse và Sardegna. Đến tháng 8, 1959, nó chuyển cảng nhà đến Charleston, South Carolina, rồi trong tháng 1 và tháng 2, 1960, con tàu hoạt động tại vùng biển Bắc Đại Tây Dương trước khi viếng thăm Scotland.
Sau đó Trumpetfish tham gia thực hành tại vùng biển Tây Đại Tây Dương trước khi được nâng cấp hiện đại hóa tại Xưởng hải quân Charleston trong khuôn khổ Chương trình GUPPY III. Thân tàu được kéo dài thêm một đoạn 15 ft (4,6 m), được lắp đặt vũ khí và thiết bị điện tử tiên tiến, và nâng thêm tầm xa hoạt động. Sau khi hoàn tất nó quay trở lại hoạt động thường lệ từ căn cứ Charleston, và đã tham gia hoạt động phong tỏa Cuba trong vụ Khủng hoảng tên lửa Cuba vào tháng 10, 1962.

### 1963 - 1973
Trong những năm tiếp theo, xen kẻ với các hoạt động huấn luyện và tập trận thường lệ tại vùng bờ Đông và vùng biển Caribe, Trumpetfish thường xuyên được phái sang phục vụ cùng Đệ Lục hạm đội tại Địa Trung Hải. Nó trải qua đợt đại tu thường xuyên tại Xưởng hải quân Charleston trước khi tham gia các cuộc tập trận Plumb Bob I và Minibox trong năm 1965. Sang đầu năm 1966, con tàu có lượt hoạt động tại Địa Trung Hải trước khi tham gia cuộc tập trận Plumb Bob II.
Trong những năm tiếp theo, Trumpetfish hoạt động chủ yếu phục vụ cho huấn luyện chống tàu ngầm, cũng như tham gia các nhiệm vụ trinh sát và thử nghiệm thủy lôi. Nó rời Charleston vào ngày 12 tháng 1, 1970 để viếng thăm mũi Kennedy, hoạt động phối hợp cùng tàu ngầm USS Remora (SS-487) trên đường đi. Con tàu ghé đến mũi Kennedy từ ngày 16 đến ngày 18 tháng 1, rồi đi đến Fort Lauderdale, Florida để phục vụ cho Cơ sở thực nghiệm Phòng thí nghiệm Đạn dược Hải quân (NOLTF: Naval Ordnance Laboratory Test Facility) tại đây trong mười ngày. Sau đó nó phục vụ cho việc chạy thử máy của tàu ngầm hạt nhân mang tên lửa đạn đạo Henry Clay ngoài khơi bờ biển Florida từ ngày 6 đến ngày 8 tháng 2, rồi tham gia các cuộc tập trận Springboard và Exotic Dancer III.
Trumpetfish đi đến Philadelphia cho một đợt đại tu tại Xưởng hải quân Philadelphia vốn kéo dài đến tận tháng 12, 1970. Rời xưởng tàu, nó huấn luyện ôn tập dọc theo vùng bờ Đông trước khi đi sang khu vực Caribe, nơi nó huấn luyện phối hợp với tàu khu trục Đức Lütjens từ ngày 7 đến ngày 14 tháng 5. Sau khi tham gia đợt thử nghiệm thủy lôi hạm đội, nó được bảo trì thường lệ trong sáu tuần từ ngày 5 tháng 6, rồi chạy thử máy từ ngày 12 đến ngày 16 tháng 7.
Trumpetfish cùng Lực lượng Đặc nhiệm 86 khởi hành vào ngày 23 tháng 7, 1971 cho một chuyến đi sang khu vực Nam Mỹ để tham gia cuộc Tập trận Unites XII. Sau khi đi đến Cartagena, Colombia vào ngày 6 tháng 8, chiếc tàu ngầm băng qua kênh đào Panama để đi dọc bờ biển Thái Bình Dương về phía Nam, băng qua đường xích đạo vào ngày 20 tháng 8 và viếng thăm cảng Callao, Peru vào ngày 30 tháng 8. Nó tập trận cùng Lực lượng Đặc nhiệm 86 trong hai tuần trước khi ghé đến Valparaíso, Chile vào ngày 17 tháng 9. Con tàu vượt eo biển Magellan và đi đến Punta Arenas, Chile vào ngày 4 tháng 10, rồi tham gia cuộc Tập trận Unites XII ngoài khơi bờ biển Đại Tây Dương. Trong tháng 3, nó viếng thăm Del Plata, Argentina và Rio de Janeiro, Brazil, rồi gia nhập trở lại cùng Lực lượng Đặc nhiệm 86 tại La Guaira, Venezuela vào ngày 2 tháng 12. Tách khỏi lực lượng bốn ngày sau đó, nó lên đường và về đến Charleston vào ngày 17 tháng 12.
Trumpetfish tiếp tục phục vụ cùng Hải đội Tàu ngầm 4 từ căn cứ Charleston suốt năm 1972, rồi lại hoạt động tại khu vực Caribe vào ngày 25 tháng 1, 1973. Sau khi tiến hành thử nghiệm ngư lôi ngoài khơi Newport, Rhode Island, nó hoạt động cùng tàu sân bay Anh  HMS Ark Royal (R09) ngoài khơi San Juan, Puerto Rico trong tháng 5 rồi quay trở về Charleston vào ngày 30 tháng 5. Chiếc tàu ngầm được bảo trì, rồi huấn luyện và thực hành phối hợp cùng Không đoàn Tuần tra 11 tại Jacksonville, Florida, trước khi quay trở về Charleston vào ngày 15 tháng 8 để chuẩn bị ngừng hoạt động.

### Goias(S-15)
Tại Charleston vào ngày 15 tháng 10, 1973, Trumpetfish được cho xuất biên chế đồng thời rút tên khỏi danh sách Đăng bạ Hải quân để chuyển giao cho chính phủ Brazil. Nó nhập biên chế cùng Hải quân Brazil như là chiếc Goias (S-15), tên được đặt theo tiểu bang Goiás của Brazil. Nó ngừng hoạt động và rút đăng bạ vào ngày 16 tháng 4, 1990 và số phận sau cùng không rõ.